# Johan Henrik Nebelong (organist)
Johan Henrik Nebelong, född 9 november 1847 i Köpenhamn, död där 14 september 1931, var en dansk organist. Han var son till Niels Sigfred Nebelong och far till Clara Nebelong.
Som ganska ung vikarierade Nebelong vid orgeln i Garnisonskirke. Vid 17 års ålder fick han sin första anställning som organist vid fängelset på Christianshavn. Tre år senare debuterade han som konsertorganist vid en konsert i Lunds domkyrka. År 1881 förflyttades han som organist till Sankt Johannes Kirke i Köpenhamn och blev 1890 tillika kantor där, befattningar vilka han lämnade 1921.
Vid en mängd konserter, dels i Danmark, dels i Sverige och Tyskland, visade Nebelong sig som en av Danmarks mest betydande organister och hade förtjänsten av att inrätta flera serier folkkonserter med låg entréavgift i Köpenhamn. Han blev statens orgelkonsulent 1881 och sånginspektör 1896. Han var musikledare vid Statens Lærerhøjskole och ordförande i kommittén för skolsångtävlingar i Danmark. Han stiftade en pensionsfond för organistänkor, vidare Dansk Organistforening, i vilken han var ordförande, och slutligen en organistskola. Han komponerade sånger, psalmer och pianostycken.

## Utmärkelser
- Riddare av Dannebrogorden,  1905[1]
- Dannebrogsmännens hederstecken,  1921[1]

[Redigera Wikidata]